# قاذفة صواريخ
قاذفة الصواريخ هو أي جهاز يطلق صواريخ ذاتية الدفع، غالبا ما يستخدم المصطلح للإشارة إلى آليات محمولة لقذف الصواريخ أو قاذفة صواريخ قادر استخذامها من قبل الفرد.

## أنواع

### قاذفة صواريخ محمولة

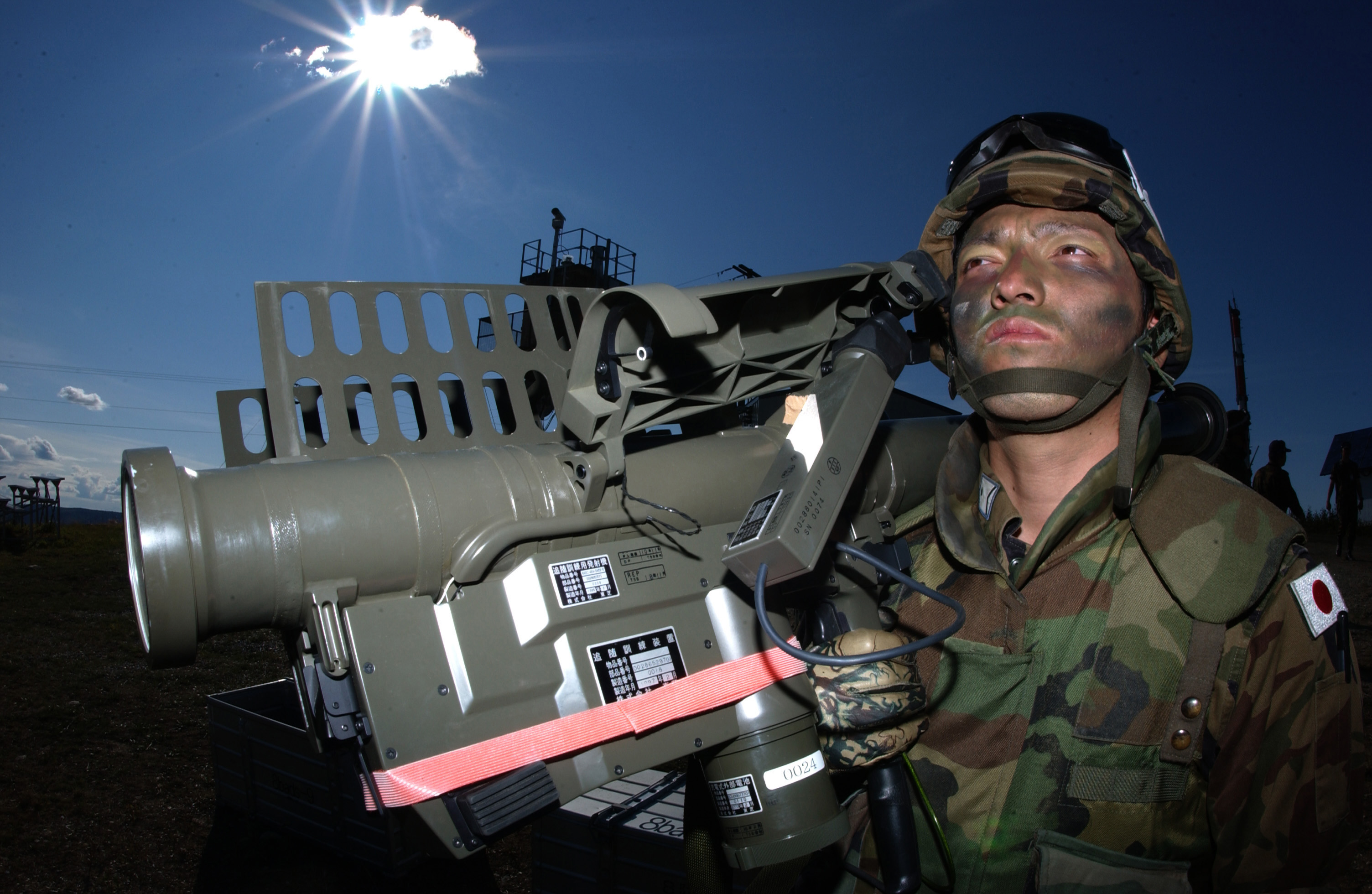
جندي من قوات الدفاع الذاتي اليابانية يمسك قاذفة صواريخ من نوع 91 كاي مانباد بالعلم الأحمر - ألاسكا.

هي قاذفات تطلقل الأسلحة الصاروخية من على الكتف أو أجزاء أخرى من الجسم أو منصّة، أي سلاح يطلق صاروخ أوقذيفة صوب هدف حتى الآن هي صغيرة بحيث يمكن حملها بواسطة شخص واحد. تبعا للبلد أو المنطقة قد تستخدم مصطلحات «بازوكا» أو «ار بي جي» للإشارة إلى قاذفات الصواريخ من على الكتف (المحمولة)، بحكم أنها الأسلجة الأكثر شيوعا، والتان هما في الواقع أنواع معينة من قاذفات الصواريخ. بازوكا صناعة أمريكية مضادة للدروع كانت في الخدمة ما بين 1942-1957، في حين آر بي جي سوفيتي الصنع وهي أسلحة مضادة للدبابات.

### صاروخ جراب

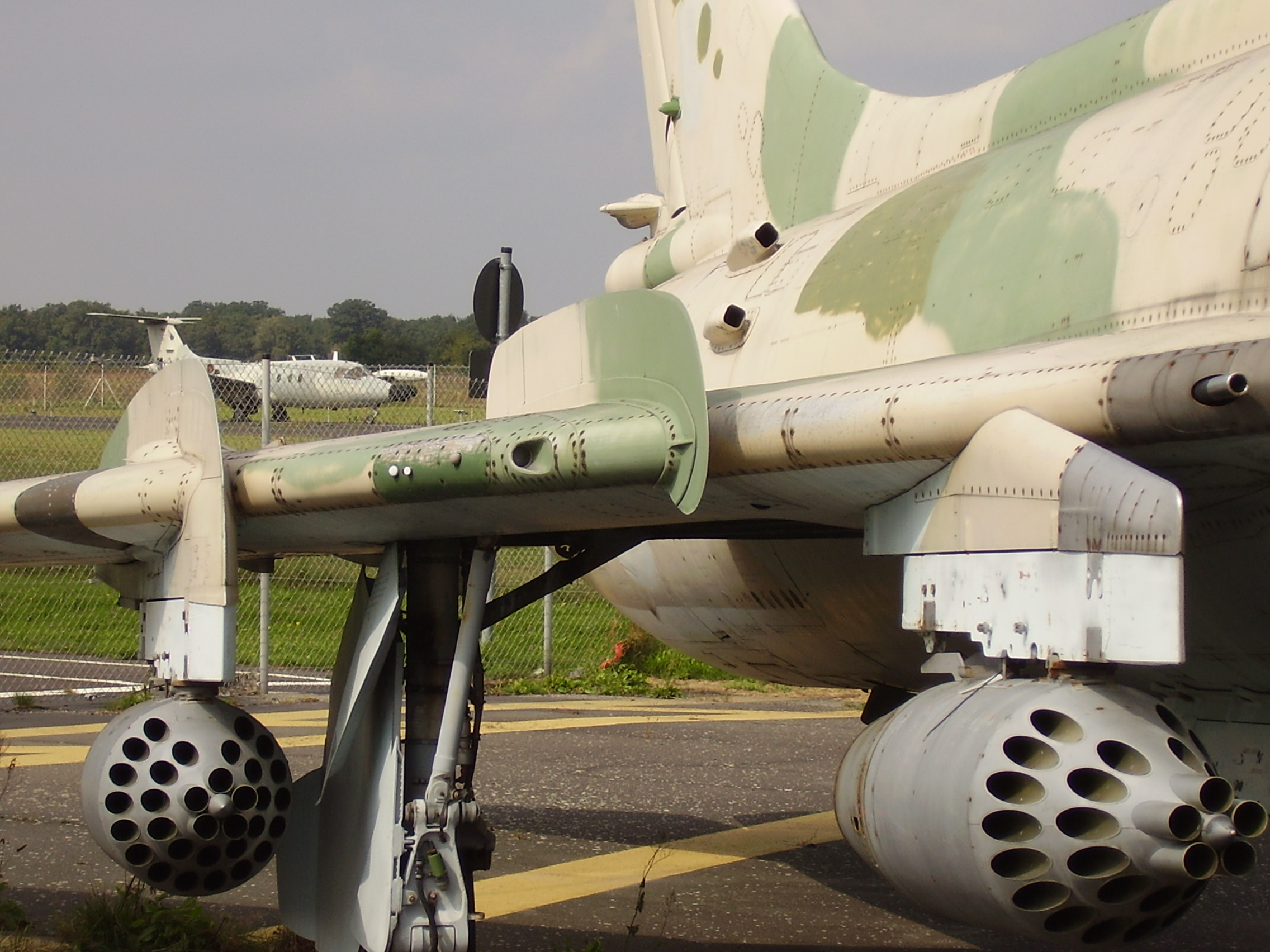
طائرة سو-20 مزوّدة بقاذفة صواريخ UB-32، يحمل كل منها اثنين وثلاثين صاروخ من نوع S-5

صاروخ جراب هي في الواقع منصّة تحتوي على العديد من الصواريخ غير الموجهة تُدخل في أنابيب فردية مصممة ليتم استخدامها من قبل طائرات الهجوم الأرضي أو طائرات الهليكوبتر الهجومية من أجل الدعم الجوي القريب. في كثير من الحالات، تكون صواريخ جراب مبسطة للحد من الديناميكا الهوائية. أولها استخذمت مباشرة بعد الحرب العالمية الثانية، تم ترقيتها على الترتيب السابق لإطلاق الصواريخ من القضبان، تكون الرفوف أو الأنابيب ثابتة تحت أجنحة الطائرات. الأمثلة المبكرة لصواريخ جراب-أطلقت من الفرنسية SNEB.

### واسعة النطاق
هناك نطاق أوسع من الأليات التي تعمل على إطلاق الصواريخ تشمل راجمات الصواريخ، وهو نوع من الصواريخ غير الموجهة تطلق من مدفعية؛ هناك أيضا المركبة المتكاملة التي يمكن أن تحمل الصواريخ، تتحرك لموقع لإطلاق النار وتقوم بإطلاق صاروخ أو أكثر في وقت وجيز، تشمل الصواريخ الممكن استخذامهاالقذائف الموجهة، بما في ذلك صواريخ سطح-جو، صواريخ مضادة للسفن و المضادة للغواصات